# Charlack
Charlack és una població dels Estats Units a l'estat de Missouri. Segons el cens del 2000 tenia 1.431 habitants.

## Demografia
Segons el cens del 2000, Charlack tenia 1.431 habitants, 572 habitatges, i 364 famílies. La densitat de població era de 2.125 habitants per km².
Dels 572 habitatges en un 35,3% hi vivien nens de menys de 18 anys, en un 35,8% hi vivien parelles casades, en un 21,9% dones solteres, i en un 36,2% no eren unitats familiars. En el 27,6% dels habitatges hi vivien persones soles el 7,2% de les quals corresponia a persones de 65 anys o més que vivien soles. El nombre mitjà de persones vivint en cada habitatge era de 2,5 i el nombre mitjà de persones que vivien en cada família era de 3,05.
Per edats la població es repartia de la següent manera: un 28,9% tenia menys de 18 anys, un 11,3% entre 18 i 24, un 34,4% entre 25 i 44, un 17% de 45 a 60 i un 8,4% 65 anys o més.
L'edat mediana era de 30 anys. Per cada 100 dones de 18 o més anys hi havia 87,6 homes.
La renda mediana per habitatge era de 36.493 $ i la renda mediana per família de 39.412 $. Els homes tenien una renda mediana de 32.604 $ mentre que les dones 25.143 $. La renda per capita de la població era de 18.147 $. Entorn del 9% de les famílies i l'11,5% de la població estaven per davall del llindar de pobresa.

## Poblacions més properes
El següent diagrama mostra les poblacions més properes.